# Casa rectoral de Sant Aniol d'Aguja
La Casa rectoral de Sant Aniol d'Aguja és una obra de Montagut i Oix (Garrotxa) inclosa a l'Inventari del Patrimoni Arquitectònic de Catalunya.

## Descripció
La casa rectoral de l'antic veïnat de Sant Aniol està situada a pocs metres del temple romànic. És de planta rectangular i ampli teulat a dues aigües amb els vessants vers les façanes principals. Disposa de baixos -amb accés des de les façanes de migdia i tramuntana-, un pis -amb ingrés directe des de l'exterior mitjançant una àmplia escala de pedra situada a ponent- i golfes. L'aparell constructiu de la rectoria és molt senzill -llevat dels carreus ben tallats emprats per fer les cantonades- i les llindes són de fusta.

## Història
Aquesta casa rectoral es va convertir en refugi de muntanya, sota la cura del Centre Excursionista de Banyoles, l'any 1957. Dita entitat el va abandonar el 1984 davant la impossibilitat de realitzar les obres que haurien calgut per restaurar l'edifici degut a la poca avinença amb la immobiliària barcelonina propietària de l'immoble.